# 395
Năm 395 là một năm trong lịch Julius.

## Sự kiện
• Đế quốc La Mã được chia thành Tây La Mã và Đông La Mã